# Liste des saints normands
Pour les articles homonymes, voir Liste des saints.
Un saint normand est une personne originaire de Normandie ou dont la vie se passe en Normandie, et réputée pour sa foi catholique et sa piété.

## Saints et saintes
- Saint Nicaise (IIIe siècle) - Fête : 11 octobre
- Saint Floscel (IIIe siècle) - Fête : 17 septembre
- Vénérand d'Évreux (IIIe siècle ou IVe siècle) - Diacre mort en martyr avec saint Mauxe à Acquigny - Fête : 14 novembre et 25 mai
- Maxime d'Évreux ou saint Mauxe (IIIe siècle ou IVe siècle) - Diacre mort en martyr avec saint Vénérand à Acquigny - Fête : 25 mai
- Les premiers évêques :
  - Mellon de Rouen (IIIe siècle) - Diocèse de Rouen
  - Exupère de Bayeux - Diocèse de Bayeux
  - Léonce d'Avranches - Diocèse d'Avranches
  - Taurin d'Évreux - Diocèse d'Évreux - Fête : 11 août
  - Éreptiole de Coutances, Ereptiolus - Diocèse de Coutances
  - Latuin (fin IVe siècle) - Diocèse de Séez
- Ortaire de Landelles (482 c. - 580) - Évangélisateur du Cotentin et du pays d'Aron - Fête : 15 avril et 21 mai
- Germain à la rouelle (? - 460 ou 480) - Fête : 2 mai
- Gaud d'Évreux (? - † 491) - Fête : 31 janvier
- Paterne d'Avranches (fin Ve siècle - † 565 c.)
- Laudulphe d'Évreux, Laud, Loul ou Landulfe (VIe siècle) - Fête : 13 août
- Hélier de Jersey, Helerius, Ellier, Hellier ou Hilaire (VIe siècle) - Fête : 16 juillet
- Audomar Audomarus, saint Omer (600 - 670) - Fête : 9 septembre
- Évroult d'Ouche ou Ébérulf (627 - 706) - Fondateur de l'abbaye de Saint-Évroult - Fête : 29 décembre
- Austreberthe de Pavilly ou Austroberta (630 - 704) - Abbesse de Pavilly - Fête : 10 février
- Céneri, Serenicus, Genericus, Cérénic, Séléring ou Sénery (? - † 669 c.) - Fondateur de l'abbaye de Saint-Céneri-le-Gérei - Fête : 7 mai
- Éterne d'Évreux (? - † 670 c.) - Fête : 21 juillet
- Aquilin d'Évreux ou Aquilinus (? - † 690 ou 695) - Évêque d'Évreux - Fête : 19 octobre
- Saint Loup
- Saint Geretrand
- Saint Zénon
- Yved de Rouen
- Saint Manvieu
- Contest (saint)
- Vigor de Bayeux
- Aubert d'Avranches (? - † 725 c.) - Évêque d'Avranches - Fête : 10 septembre
- Romain de Rouen
- Laud de Coutances, Lauto, Laudus ou saint Lô (VIe siècle) - Fête : 22 septembre
- Regnobert de Bayeux
- Sidoine de Jumièges, Sidoneus ou saint Saëns (? - † 684) - Fête : 14 novembre
- Ouen de Rouen (609 - 686)
- Saint Gerbaud
- Saint Frambold
- Hugues de Rouen (? - † 730)
- Remi de Rouen (? - † 771)
- Saint Baltfride
- Vital de Savigny ou de Mortain (? - † 1119 ou 1122) - Fondateur de l'Ordre de Savigny
- Anselme de Cantorbéry (1033 c. - 1109) - Fête : 21 avril
- Adjutor de Vernon (vers 1070 - 1131) - Fête : 30 avril
- Jean de Brébeuf (1593 - 1649) - Fête : 19 octobre
- Jean Eudes (1601 - 1680) - Fête : 19 août
- Marie-Madeleine Postel (1756 - 1846) - Fête : 16 juillet
- Louis et Zélie Martin (1823 - 1894) et (1831 - 1877) - Canonisation : 18 octobre 2015
- Thérèse de Lisieux, Thérèse Martin, Sainte Thérèse de l’Enfant Jésus et de la Sainte Face ou Sainte Thérèse de Lisieux (1873 - 1897) - Canonisation : 17 mai 1925 - Fête : 1er octobre
- Auguste Chapdelaine, Ma Lai (1814 - 1856) - Fête : 9 juillet
- Saint Crestey

## Bienheureux
- Achard de Saint-Victor (v. 1100-1172), abbé de Saint-Victor, évêques d'Avranches Fête le 29 avril
- Thomas Hélye (1180 c. - 1257) - curé de Biville
- Jean Soreth (1395 c. - 1471) - Réformateur de l'Ordre du Carmel - Béatification : 3 mai 1866 - Fête : 30 juillet
- Guillaume Cervoisier, aussi Guillaume Le Cervoisier (1527-1562)
- Marie Catherine de Saint-Augustin (1632-1668)
- Robert Le Bis (1719-1792)
- Thomas Jean Montsaint (1725  - 1792)
- Nicolas Cléret (1726-1792)
- Gilbert Jean Fautrel (1730-1792)
- Scipion-Jérôme Brigeat de Lambert (1733-1794), doyen de la cathédrale d'Avranches[1]
- François Lefranc (1739-1792)
- Louis Ledanois (1744-1792)
- Jean-Baptiste Nativelle (1749-1792)
- Jacques Joseph Le Jardinier des Landes (1750-1792)
- René Nativelle (1751-1792)
- Jean Pierre Le Laisant (1753-1792)
- Jean-Baptiste Janin (1754-1792)
- Gilles Louis Symphorien Lanchon (1754-1792)
- Jean Samson (1754-1792)
- Pierre Regnet (1755-1792)
- Pierre-Adrien Toulorge (1757-1793)
- Julien François Jean Hédouin (1760-1792)
- Julien Le Laisant (1761-1792)
- Pierre-François Jamet (1762 - 1845) - Fête : 12 janvier
- Jean-Baptiste Michel Pontus (1763-1792)
- Jacques-Désiré Laval (1803 - 1864)
- Placide Viel, mère Placide (1815 - 1877) - Fête : 4 mars
- Marthe Le Bouteiller (1816-1883)
- Pierre-Adrien Toulorge (1757-1793) - Chanoine prémontré, martyr de la Révolution française - Béatification : 29 avril 2012